# Ponometia altera
Ponometia altera är en fjärilsart som beskrevs av Smith 1903. Ponometia altera ingår i släktet Ponometia och familjen nattflyn. Inga underarter finns listade i Catalogue of Life.

## Bildgalleri

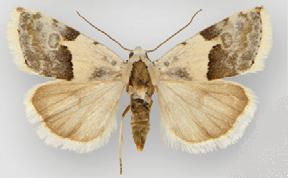